# کارلوس والدس
کارلوس والدس (به انگلیسی: Carlos Valdes) یک بازیگر و خوانندهٔ آمریکایی-کلمبیایی است که بیشتر برای ایفای نقش سیسکو رامون در سریال فلش شناخته شده‌است.

## زندگی‌نامه
کارلوس والدس در ۵ سالگی از کالیفرنیا به میامی، فلوریدا و پس از آن در ۱۲ سالگی مریتا، جورجیا مهاجرت کرد.

او در دانشگاه میشیگان در حضور استادان بازیگری گروه «استارکیدز پروداکشن» گذراند و پس از فارغ‌التحصیلی در سال ۲۰۱۱ او تصمیم گرفت هنر خود را به‌طور کامل به تئاتر اختصاص بدهد.

بین سال‌های ۲۰۰۹ تا ۲۰۱۱ والدس در تولیدات نمایشی مانند: موزیکال دبیرستان و خواننده عروسی شرکت کرد. او همچنین در تور ملی فیلمنامه خوانی پسران نیوجرسی حضور داشت.

وی همچنین یوکللی، گیتار، پیانو، گیتار بیس و ساز کوبه‌ای می‌نوازد و اجرا می‌کند و در سال ۲۰۱۳ او نامزد جایزهٔ تونی برای موسیقی شد.

## فیلم‌ها
| نقش              | سال        | عنوان              | اپیزودها      |
| ---------------- | ---------- | ------------------ | ------------- |
| سیسکو رامون/وایب | ۲۰۱۴       | پیکان              | ۴ اپیزود      |
| سیسکو رامون/وایب | ۲۰۱۴–اکنون | فلش                | شخصیت اصلی    |
| سیسکو رامون/وایب | ۲۰۱۵-اکنون | ویکسن              | شخصیت دوره ای |
| سیسکو رامون/وایب | ۲۰۱۶       | افسانه‌های فردا     | ۲ قسمت        |
| سیسکو رامون/وایب | ۲۰۱۷       | جنگجوهای آزادی: ری | شخصیت دوره ای |

## دیسکوگرافی
- ۲۰۱۳: "۱۰۰۱ شب (1001 Nights) " به همراه بریتنی کلمن –  Twisted  ساندترک[۵]
- ۲۰۱۳: عصر فضا (Space Age)[۶]
- ۲۰۱۵: خاموشی شب (Night Off) [۷]
- ۲۰۱۵: "چشم‌هایت را باز کن (Open Your Eyes) "[۸]